# Companyia Cervesera del Montseny
La Companyia Cervesera del Montseny és una empresa catalana que elabora cervesa artesana des del 2007 i situada als peus del Montseny a la localitat de Sant Miquel de Balenyà, al municipi de Seva. L'empresa està constituïda com a societat limitada laboral i hi treballen sis persones.
La finalitat de la Companyia Cervesera del Montseny és fer una bona cervesa i amb una producció de cervesa artesanal fent servir ordi cerveser, malta d'ordi o malta de blat. Mitjançant el sistema d'elaboració tradicional anglès (amb maceració pel mètode d'infusió simple), el procés productiu és pràcticament manual, amb les mecanitzacions bàsiques imprescindibles. La microcerveseria està especialitzada en cerveses de la família de les Ales o d'alta fermentació.
L'activitat arrenca quan la microcerveseria anglesa Wolf Brewery es ven la seva maquinària per a comprar-li i poder començar així la seva pròpia producció de cervesa a Catalunya. Des d'aleshores tenen la capacitat d'elaborar 3000 litres de cervesa a cada producció, i a l'estiu del 2013 feien dues produccions per setmana, que equival a elaborar 24.000 litres de cervesa al mes. La microcerveseria preveu facturar més d'un milió d'euros el 2015.
Produeixen fins a vuit varietats de cervesa: Lupulus, Malta, Negra, Blat, Hivernale, EcoLupulus, Malta Cuvée i Aniversari que es poden trobar a supermercats i botigues especialitzades, i recentment la microcervecera ha produït 9.000 ampolles d'una cervesa nova amb un 20% de castanya del Montseny.
Una activitat complementària a la producció de cervesa artesana són les visites guiades que permeten que totes les persones interessades en el món de la cervesa artesana puguin conèixer de primera mà el procés d'elaboració del producte. Durant l'any 2013, prop d'un miler de persones van passar per les instal·lacions de la cervesera osonenca. El 2016 van arribar a fregar la xifra de facturació del milió d'euros.